# Antoni Badrinas
Antoni Badrinas i Escudé (Tarrasa, 1882-Barcelona, 1969) fue un pintor, mueblista y decorador modernista de Cataluña, España.
Hijo de una destacada familia de empresarios de la industria textil, después de trabajar un tiempo en las empresas familiares, estudió con los pintores Pedro Viver y Joaquim Vancells. Más tarde se trasladó a Dresde, para aprender el oficio de mueblista en la escuela de Bellas Artes (1908-1914). En 1915 fundó el Gremio de Artistas de Tarrasa. Se estableció en Barcelona abriendo una tienda de muebles y sala de exposiciones, que se convirtió en un centro artístico ciudadano (1920-1936). Como pintor, se dedicó preferentemente al paisaje, aunque también pintó figuras y bodegones. Mueblista notable, revalorizó la marquetería, colaborando con Josep Obiols. En 1925 fue premiado en la exposición de Artes Decorativas de París y en 1929 ganó el premio anual del Ayuntamiento de Barcelona por el diseño del interior de la tienda El Dique Flotante de Barcelona. Su obra se encuentra en los museos de Barcelona, Tarrasa y Tosa de Mar, así como en diversas colecciones. El Museo del Diseño de Barcelona conserva el fondo documental relacionado con su actividad como mueblista y decorador.